# André Gedalge

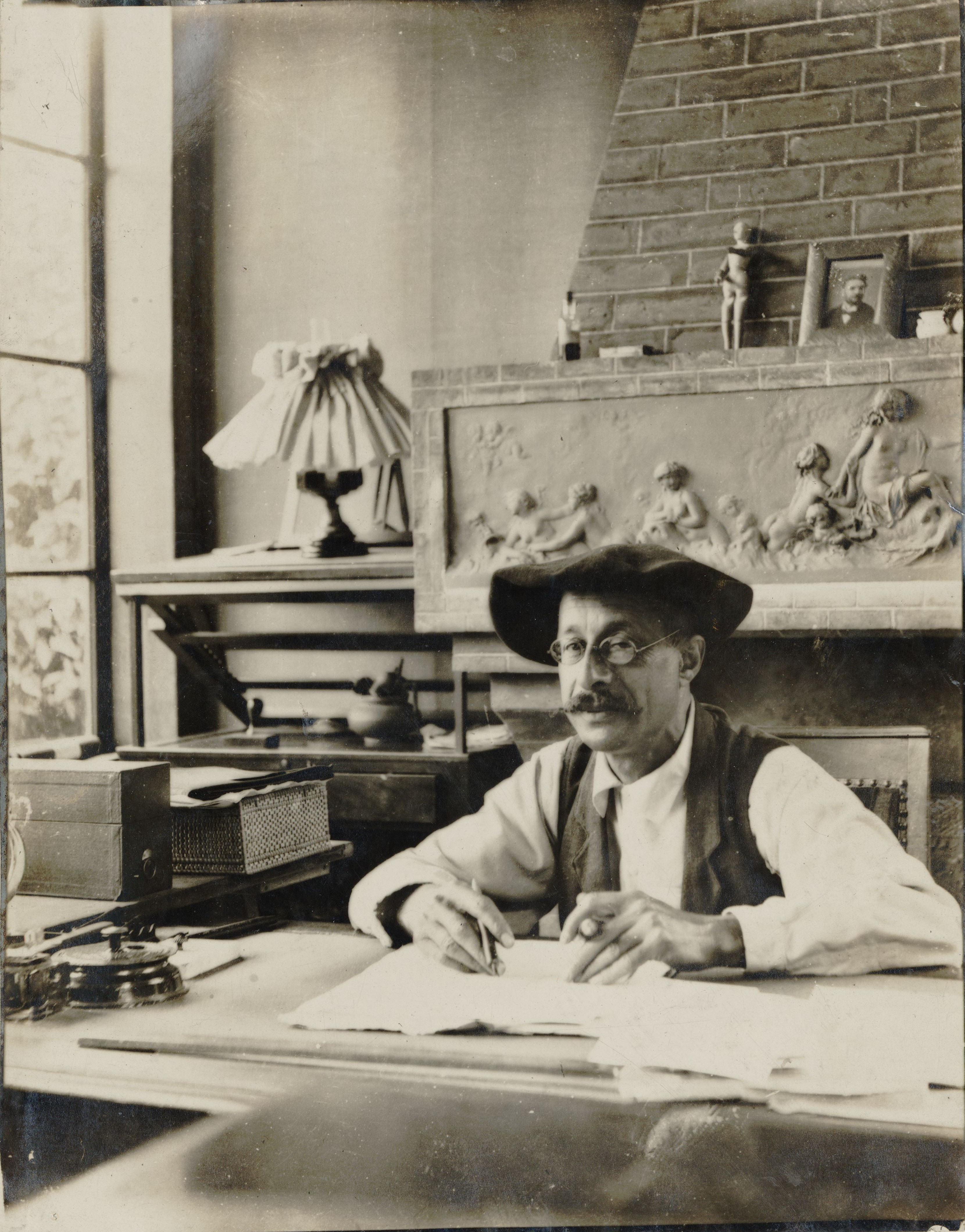
André Gedalge in zijn huis in Chessy, omstreeks 1908, Bibliothèque nationale de France.

André Gedalge (Parijs, 27 december 1856 - Chessy, 5 februari 1926) was een Frans componist en docent.

## Biografie
André Gedalge werd geboren aan de Rue des Saints-Pères nr. 75 in Parijs, waar hij aanvankelijk werkte als boekverkoper en uitgever gespecialiseerd in  livres de prix voor openbare scholen. In deze tijd gaf hij boeken uit van Marie Laubot en Edmond About voor de Librairie Gedalge.
In 1886, toen hij 28 was, werd hij toegelaten tot het Parijse Conservatorium. In datzelfde jaar won hij de tweede Prix de Rome. Hij studeerde bij Ernest Guiraud, docent contrapunt en fuga, die ook de leraar was geweest van Jules Massenet. In 1891 componeerde Gedalge de muziek voor le Petit Savoyard, een pantomime in vier bedrijven uitgevoerd bij Les Nouveautés. In 1895 werd hem de prix Cressant toegekend voor Pris au Piège. In juni 1900 debuteerde hij met zijn ballet in een akte Phoebé aan de Opéra-Comique. Hij componeerde Quatuor d'archet, les Vaux de Vire (een verzameling melodieën), kinderliedjes, en drie symfonieën. Zijn derde symfonie en pianoconcert werden beschouwd als meesterwerken van de Franse muziek.
In de jaren voorafgaand aan Wereldoorlog I was Gedalge burgemeester van Chessy in het departement Seine-et-Marne, waar hij later overleed en werd begraven.

## Docent
Hij was van invloed op een groot aantal muziekleerlingen, onder wie René-Emmanuel Baton, André Bloch,  Nadia Boulanger,  Claude Delvincourt, Jean Roger-Ducasse, Gabriel Dupont, Georges Enescu, Arthur Honegger, Jacques Ibert, Charles Koechlin, Paul Ladmirault, Raoul Laparra,  Darius Milhaud, Max d'Ollone, Henri Rabaud,  Maurice Ravel, Florent Schmitt en Marthe Servine. Hij schreef leerboeken Traité de la fugue (Verhandeling over fuga's) en l'Enseignement de la Musique par l'éducation de l'oreille (Het muziekonderwijs door middel van gehoortraining).  Hij was relatief bescheiden en verkreeg zo geen grote reputatie als individueel musicus, maar wel door de erkenning van zijn leerlingen. Op de dag na zijn overlijden werd geschreven:
"Hij gaf het beste deel van hemzelf aan zijn studenten: het weten, mensenkennis, en de ultieme gift die de goedheid is. Het was voor hem voldoende dat iemand arm en waardig was om de naam van musicus te dragen om hem advies, lessen en een affectueuse ontvangst te geven, niet alleen in de klas, maar ook in de intimiteit van zijn huis."
« Il donnait à ses élèves le meilleur de lui-même : le savoir, la connaissance des hommes et ce don suprême qu'est la bonté. Il suffisait qu'un être fût pauvre et digne du nom de musicien pour qu'il trouvât conseils, leçons et affectueux accueil non seulement à sa classe, mais dans l'intimité de son logis » 

## Oeuvre (selectie)

### Opera's
- Pris au piège (1890), opéra-Comique
- Le Petit Savoyard (1891), pantomime
- Le Rabbin (1891), opéra-Comique
- Hélène (1893), drama
- La farce du cadi (1897)
- Sita, légende dramatique
- Yvette, pantomime

### Balletten
- Phoebé (1900)

### Orkestwerken
- Symfonie nr. 1 in D majeur (1893)
- Concert voor piano en orkest in c mineur, Op. 16 (1899)
- Symfonie nr. 2 in c mineur (1902, herorkestreerd in 1912)
- Symfonie nr. 3 in F majeur (1910)
- Vioolconcert

Een vierde symfonie in A majeur is onvoltooid gebleven.

### Kamermuziek
- Strijkkwartet in B majeur (1892)
- Sonate nr. 1 in G majeur voor viool en piano, op. 12 (1897)
- Sonate nr. 2 in a minor voor viool en piano, op. 19 (1900)

En werken voor piano, piano en stem, een Requiem en andere koorwerken.

## Geschriften
- 1901 Traité de la fugue (Verhandeling over fuga's)
- 1922 l'Enseignement de la Musique par l'éducation de l'oreille (Het muziekonderwijs door middel van gehoortraining)

## Discografie
- André Gedalge - Pièces instrumentales et mélodies Geneviève Laurenceau, viool - Mario Hacquard, bariton - Lorène de Ratuld en Claude Collet, piano - Benny Sluchin, trombone - Antoine Curé, trompet. CD Polymnie (2007)

- Biblioteca Nacional de España: XX945554
- Bibliothèque nationale de France: cb148003107 (data)
- Gemeinsame Normdatei: 173100600
- International Standard Name Identifier: 0000 0001 0890 3659
- Library of Congress Control Number: n88144779
- Base Léonore: 19800035/105/13167
- MusicBrainz: 07af5064-6bd8-4bf6-9a6b-a631ab9ed9f3
- Nationale Bibliotheek van Tsjechië: jn20020618013
- Nationale Bibliotheek van Israël: 987007278145705171
- Nederlandse Thesaurus van Auteursnamen: 072687533
- SNAC: w6mh05sz
- Système universitaire de documentation: 028192184
- Virtual International Authority File: 39641346
- WorldCat: E39PBJdCpFdYRmM7Vfryqmd4v3